# Departamento Santa Lucía
Das Departamento Santa Lucía liegt im Zentrum der Provinz San Juan im Westen Argentiniens ist eine von 19 Verwaltungseinheiten der Provinz. Es gehört zum Ballungsraum der Provinzhauptstadt San Juan.
Es grenzt im Norden an das Departamento Chimbas, im Osten an das Departamento San Martín, im Süden an die Departamentos Rawson und Nueve de Julio und im Westen an das Departamento Capital. 
Die Hauptstadt des Departamento Santa Lucía ist das gleichnamige Santa Lucía.

## Städte und Gemeinden
Das Departamento Santa Lucía ist in folgende Gemeinden aufgeteilt:
- Santa Lucía